# (6011) Tozzi
(6011) Tozzi es un asteroide perteneciente al cinturón de asteroides, descubierto el 29 de agosto de 1994 por Henry E. Holt desde el Observatorio del Monte Palomar, Estados Unidos.

## Designación y nombre
Designado provisionalmente como 1990 QU5. Fue nombrado Tozzi en honor al astrónomo italiano Gian Paolo Tozzi del Observatorio Astrofísico de Arcetri.

## Características orbitales
Tozzi está situado a una distancia media del Sol de 2,718 ua, pudiendo alejarse hasta 3,125 ua y acercarse hasta 2,310 ua. Su excentricidad es 0,149 y la inclinación orbital 2,499 grados. Emplea 1636,95 días en completar una órbita alrededor del Sol.

## Características físicas
La magnitud absoluta de Tozzi es 12,9. Tiene 7,363 km de diámetro y su albedo se estima en 0,206.